# Leopold Batěk

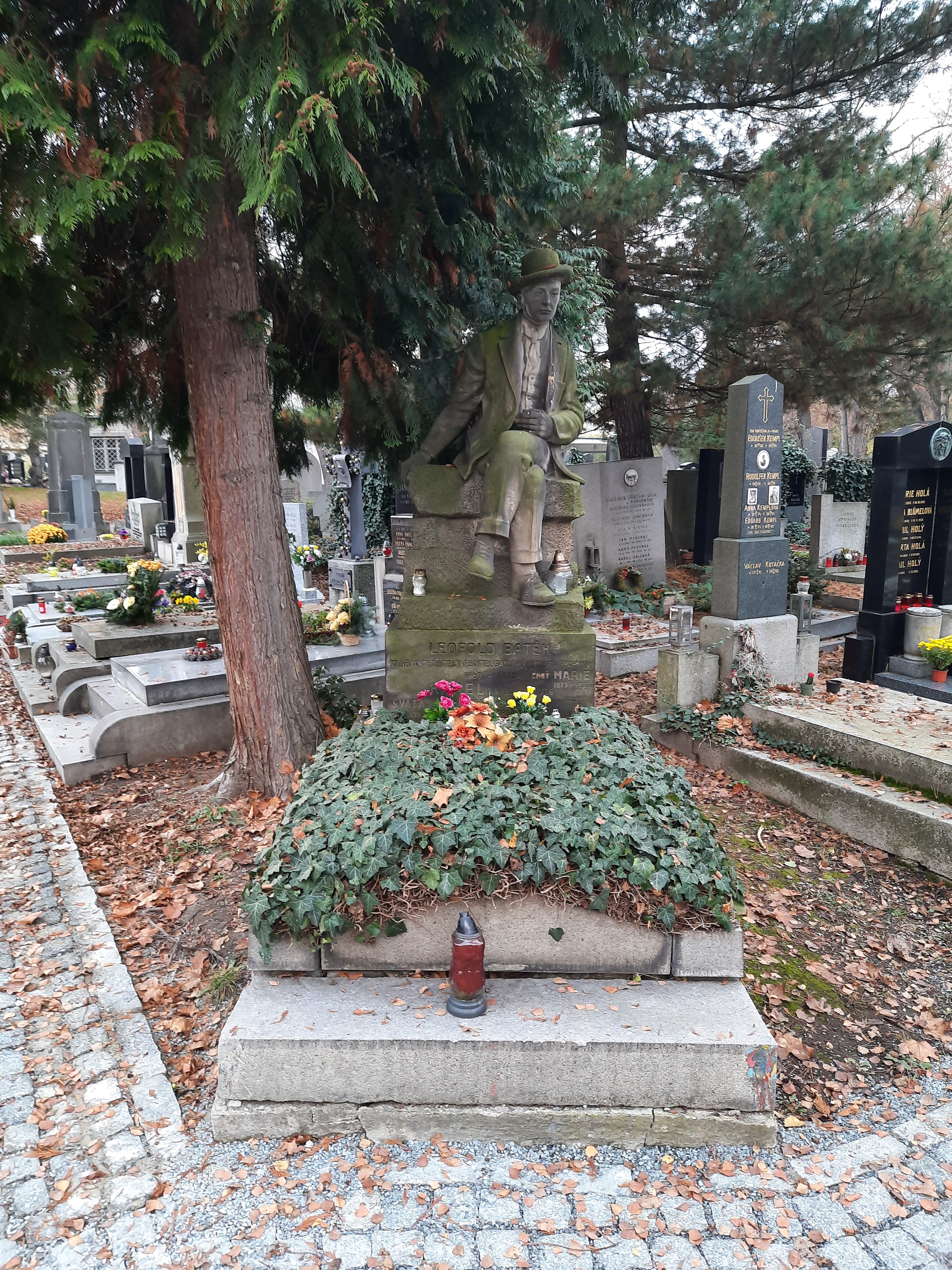
Hrob Leopolda Baťka na Olšanských hřbitovech

Leopold Batěk (30. listopadu 1869, Pohořelice u Napajedel – 1. dubna 1928, Praha) byl český zahradní architekt.

## Životopis
Leopold Batěk se narodil 30. listopadu 1869 v Pohořelicích u Napajedel do rodiny zahradníka. Po ukončení školní docházky se vyučil zahradníkem na zámku v Cholticích. Poté vystudoval německou zahradní školu. Po návratu do Čech si zařídil soukromou projekční sadovnickou kancelář v Liberci, působil na zámku Konopiště a později pracoval i na zámku Skřivany.
V roce 1904 se přestěhoval do Prahy. Získal místo vrchního zahradníka v Praze, později byl jmenován dokonce vrchním městským zahradníkem a Ředitelem městských sadů na Královských Vinohradech. V Praze uspořádal první výstavu chryzantém v a dvě výstavy českého a moravského zahradnictva v letech 1906 a 1910. Navrhoval řadu parků v Praze, mezi jeho první práce patřily např. Riegrovy sady nebo Čechovy sady. Spoluzaložil Jednotu českých zahradníků a stal se jejím prvním předsedou. Také se zasloužil o první českou odbornou pokračovací školu zahradnickou na Královských Vinohradech. Později se stal i předsedou školního výboru. Působil také v Hradci Králové.
Během první světové války využil své organizační zkušenosti ze zahradnického oboru a organizoval zahradnické kurzy pro válečné invalidy.
Redigoval časopis České listy zahradnické a Naše zahrádka. Byl členem Ovocnické a Dendrologické společnosti a od 1924 působil jako řádný člen Československé akademie zemědělské. Během svého života navrhl a založil na 200 parků a zahrad. Zemřel 1. dubna 1928 v Praze. Je pohřben na Olšanských hřbitovech.

## Dílo

### Realizace
- Riegrovy sady, Praha, 1904–1908
- Žižkovy sady, Hradec Králové, 1905
- Náměstí Míru, Praha, 1911
- Borský park, Plzeň, 1914[7]
- Masarykovo náměstí, Hradec Králové, 1923–1926
- rekonstrukce Sadů Svatopluka Čecha, Praha

### Publikace
- Pěstování květin v domácnosti, 1907
- Zakládání a vysazování zahrad okrasných, 1922